# Mike Barrett
Michael Thomas "Bird Man" Barrett (Montgomery, 5 september 1943 – Nashville, 8 augustus 2011) was een Amerikaans basketballer. Hij won met het Amerikaans basketbalteam de gouden medaille op de Olympische Zomerspelen 1968.

## Carrière
Barrett speelde vier seizoenen voor het team van de West Virginia University Institute of Technology (WVU Tech Golden Bears). Hij verliet zijn opleiding vroegtijdig in april 1965. In 1965 ging hij bij de Navy en hij speelde daar voor de Sublant Sea Raiders (Submarine Force Atlantic Fleet) waarmee hij een All-Navy titel won. Hij speelde met die ploeg in de Virginia Interservice League. In maart 1967 ging hij spelen voor de USAF All-Stars in het AAU-toernooi van dat jaar. In april 1967 nam hij deel aan het toernooi op de voorlopige ploeg te bepalen voor het Pan-Amerikaans kampioenschap waar ze speelden tegen een team van de AAU, NAIA en NCAA.
Hij werd ook geselecteerd voor trainingen voor de nationale ploeg voor het wereldkampioenschap. Eind april speelde hij op een toernooi van de Internationale Militaire Sportraad. Eind mei en begin juni 1967 speelde hij op het wereldkampioenschap maar word pas vierde met de Amerikaanse ploeg. In juli 1967 begonnen dan weer de voorbereidingen voor het Pan-Amerikaanse kampioenschap onder coach Hal Fischer en assistent John Kundla. Hij won met de Amerikaanse ploeg de gouden medaille.
Eind maart 1968 won Barrett voor de eerste keer het AAU-kampioenschap, ze versloegen in de finale Vaughn Realty. Hij nam vervolgens in april 1968 deel aan een toernooi met de USAF All-Stars om te bepalen wie Amerika mocht vertegenwoordigen op de Olympische Zomerspelen van dat jaar in Mexico. Hierna werd hij geselecteerd voor de nationale ploeg.
In mei 1968 speelde hij tijdens een Europese tour wedstrijden tegen Italiaanse ploegen. Nadien volgde een serie van oefenwedstrijden met de nationale ploegen tegen Joegoslavië en de Sovjet-Unie in juni 1968. Nadien volgde ook nog twee wedstrijden tegen Finland en drie wedstrijden tegen Amerikaanse profploegen. Tijdens de Olympische Spelen, die de VS speelde hij 9 wedstrijden, inclusief de finale tegen Joegoslavië die ze ook winnend afsloten. Gedurende deze wedstrijden scoorde hij 56 punten.
Net voordat hij zijn ontslag nam uit het leger moest hij een nier laten verwijderen. Hij had op dat ogenblik al een contract getekend met de Oakland Oaks uit de American Basketball Association die toen de Washington Caps waren geworden. Hij speelde een seizoen bij de Caps maar had last van de gevolgen van het verwijderen van zijn nier. Hij werd aan het einde van het seizoen verkozen tot ABA All-Rookie First Team. Het volgende seizoen werd zijn ploeg opnieuw hernoemd, ditmaal gingen ze spelen als de Virginia Squires. Het seizoen 1971/72 moest hij missen door een blessure en operatie aan de pols. Hij speelde in de play-offs aan het einde van dat seizoen een wedstrijd zonder een punt te maken. Hij werd in 1972 gekozen door de San Diego Conquistadors in een expansion draft samen met teamgenoot Craig Raymond.
Na zijn carrière als speler was hij werkzaam als zakenman in Nashville en speelde tennis op nationaal niveau. In 1978 werd hij opgenomen in de WVU Sports Hall of Fame. Twee jaar later werd hij opgenomen in de West Virginia Sports Hall of Fame. In 2019 werd de WVU Sports Hall of Fame omgedoopt tot de Barrett-Kelley Athletic Hall of Fame.
op 8 augustus 2011 overleed Barrett aan de gevolgen van kanker.

## Erelijst
- AAU-kampioen: 1968
- AAU All American Team: 1968[31]
- West Virginia Amateur Athlete of the Year: 1968
- ABA All-Rookie First Team: 1970
- WVU Sports Hall of Fame: 1978[32]
- West Virginia Sports Hall of Fame: 1980

## Statistieken

### Reguliere seizoen
| Seizoen  | Team                    | WG                             | MPW                            | 3P%                            | 2P%                            | FW%                            | RPW                            | APW                            | PPW                            |
| -------- | ----------------------- | ------------------------------ | ------------------------------ | ------------------------------ | ------------------------------ | ------------------------------ | ------------------------------ | ------------------------------ | ------------------------------ |
| 1969/70  | Washington Caps         | 84                             | 26,9                           | 34,4                           | 44,1                           | 76,1                           | 3,5                            | 3,1                            | 14,9                           |
| 1970/71  | Virginia Squires        | 84                             | 32,8                           | 27,2                           | 48,6                           | 75,9                           | 3,2                            | 5,1                            | 13,7                           |
| 1971/72  | Virginia Squires        | Speelde niet door een blessure | Speelde niet door een blessure | Speelde niet door een blessure | Speelde niet door een blessure | Speelde niet door een blessure | Speelde niet door een blessure | Speelde niet door een blessure | Speelde niet door een blessure |
| 1972/73  | San Diego Conquistadors | 19                             | 14,9                           | 20,0                           | 40,7                           | 51,4                           | 1,3                            | 2,4                            | 5,1                            |
| Carrière | Carrière                | 187                            | 28,3                           | 31,0                           | 46,0                           | 74,6                           | 3,2                            | 3,9                            | 13,4                           |

### Play-offs
| Seizoen  | Team             | WG | MPW  | 3P%  | 2P%  | FW%  | RPW | APW | PPW  |
| -------- | ---------------- | -- | ---- | ---- | ---- | ---- | --- | --- | ---- |
| 1969/70  | Washington Caps  | 7  | 38,6 | 35,5 | 52,1 | 84,8 | 3,3 | 2,7 | 26,4 |
| 1970/71  | Virginia Squires | 12 | 38,0 | 29,5 | 42,9 | 83,1 | 2,2 | 4,6 | 16,8 |
| 1971/72  | Virginia Squires | 1  | 1,0  | 0,0  | -    | -    | 0,0 | 0,0 | 0,0  |
| Carrière | Carrière         | 20 | 36,4 | 31,6 | 47,2 | 83,7 | 2,5 | 3,7 | 19,4 |

4 John Clawson · 
5 Ken Spain · 
6 Jo Jo White · 
7 Mike Barrett · 
8 Spencer Haywood · 
9 Charlie Scott · 
10 Bill Hosket · 
11 Calvin Fowler · 
12 Mike Silliman · 
13 Glynn Saulters · 
14 Jim King · 
15 Don Dee · 
Coach Hank Iba